# Klaas van Dorsten
Klaas van Dorsten (Meppel, 12 juli 1923 - aldaar, 16 augustus 2007) was een Nederlandse groothandelaar in aardappelen en verzetsstrijder.
Tijdens de Tweede Wereldoorlog verspreidde hij foto's van de Koninklijke familie, pamfletten die opriepen tot de staking in mei 1943 en de ondergrondse bladen Vrij Nederland en later Trouw. Ook zorgde hij ervoor dat een groot aantal Joden en Engelse piloten een onderduikadres kreeg en dat deze mensen distributiebonnen ontvingen die hij illegaal had weten te bemachtigen. Het pand waarin zijn groothandel was gevestigd, was een veelgebruikte schuilplaats.
Van Dorsten werd voor zijn grote verdiensten in de Tweede Wereldoorlog onderscheiden met de Medal of Freedom en The Kings Commandation for brave conduct with the Silver Laurel. Hij weigerde echter het Verzetsherdenkingskruis, hij vond zichzelf al genoeg geëerd met de buitenlandse onderscheidingen.
Een van zijn passies was, sinds 1950, ook het zendamateurschap (PAØKDM), wat hij op professioneel niveau beoefende. Hij was medeoprichter van de Meppeler afdeling van de Vereniging voor Experimenteel Radio Onderzoek Nederland (VERON) en stond bij de vereniging in hoog aanzien. Sinds 1987 was hij drager van de gouden speld en sinds 1995 Lid van Verdienste. 
Van Dorsten overleed op 84-jarige leeftijd thuis plotseling aan een hartstilstand.